# Leptosciarella macroabdominalis
Leptosciarella macroabdominalis är en tvåvingeart som beskrevs av Werner Mohrig 2003. Leptosciarella macroabdominalis ingår i släktet Leptosciarella och familjen sorgmyggor.
Artens utbredningsområde är Costa Rica. Inga underarter finns listade i Catalogue of Life.